# El Gouzate
El Gouzate (àrab الڭوزات) és una comuna rural de la província de Taza de la regió de Fes-Meknès. Segons el cens de 2014 tenia una població total de 6.575 persones.